# It's PARTY TIME!
「It's PARTY TIME!」（イッツ パーティ タイム!）は、HALCALIの11枚目のシングル。2007年6月20日にエピックレコードジャパンから発売。

## 概要
前作「桃源郷/Lights, Camera. Action!」から3か月ぶりのシングルはFantastic Plastic Machineプロデュース。THE HIGH-LOWS「日曜日よりの使者」のサビ部分をサンプリング。

## 収録曲
1. It’s PARTY TIME!（3:28）
作詞・作曲：田中智之
編曲：Fantastic Plastic Machine
2. clutch（5:06）
作詞・作曲・編曲：ナカムラヒロシ